# Tram van Odense

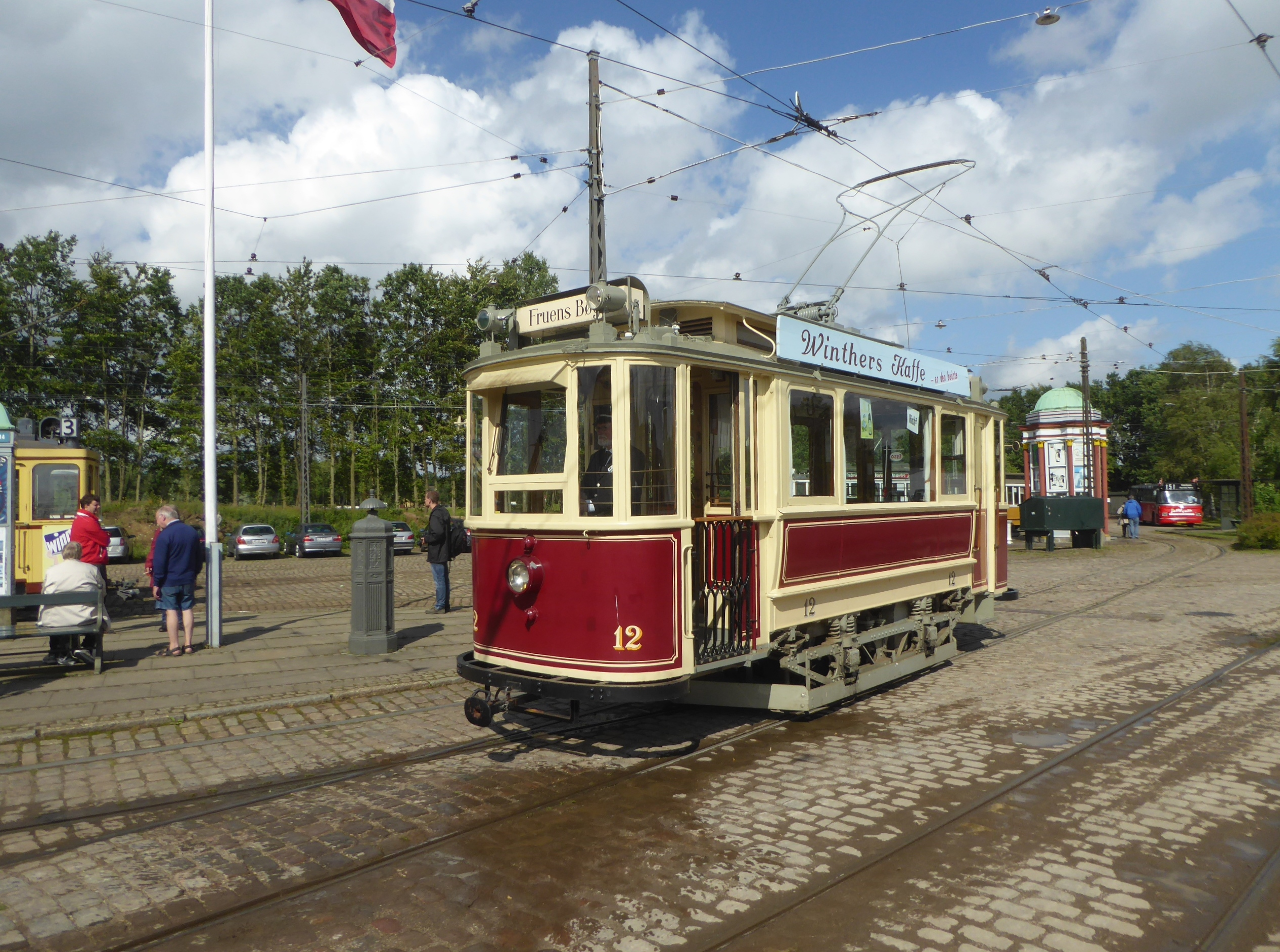
Mtorwagen 12 in het Trammuseum Skjoldenæsholm.

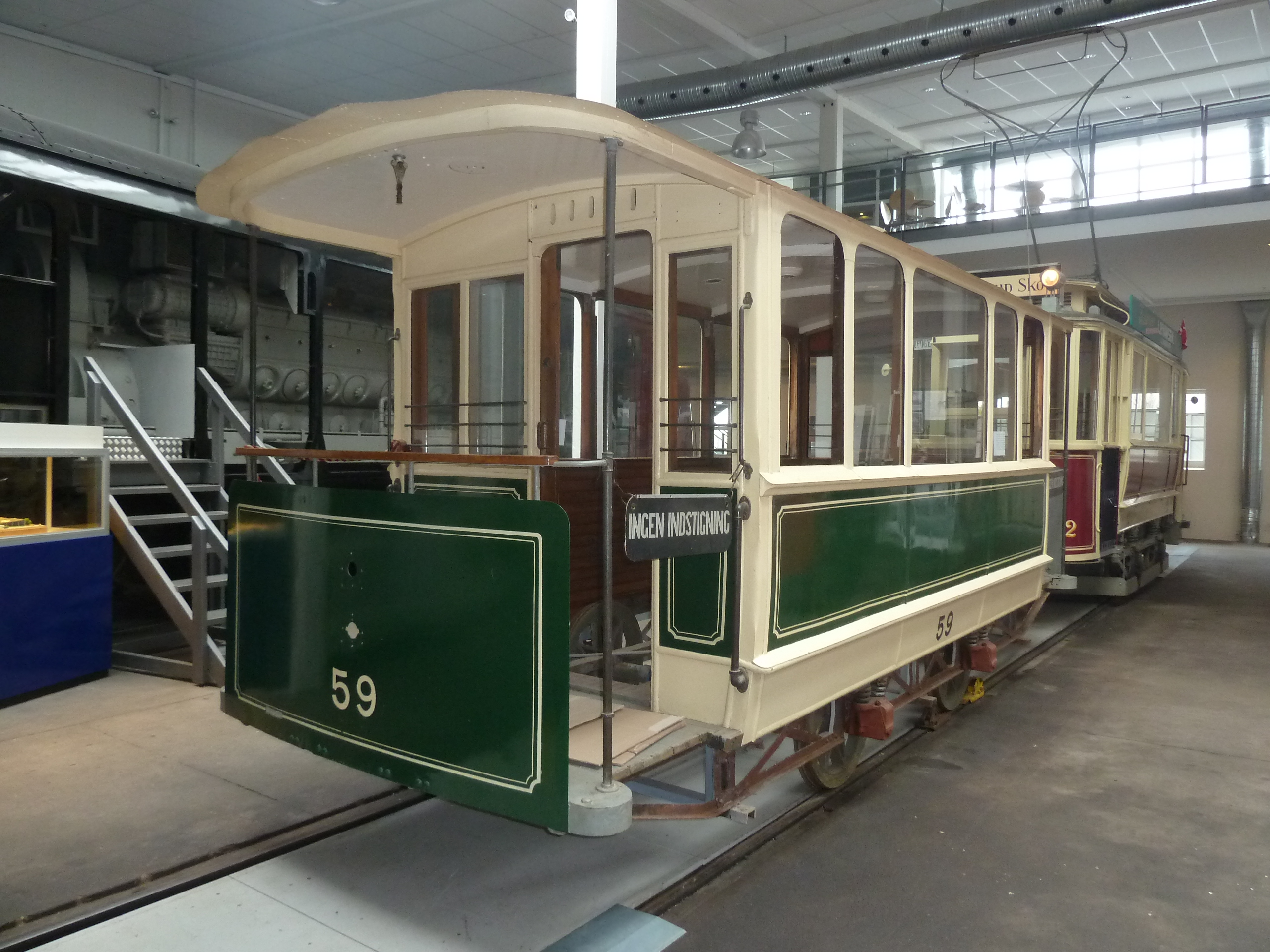
Bijwagen 59 in het Trammuseum Skjoldenæsholm.

De tram van Odense (Deens: Odense Sporvej), was een trambedrijf in de Deense stad Odense. Tussen 1911 en 1952 reden hier trams. In 2015 werd besloten tot aanleg van een nieuw trambedrijf (opening verwacht in 2021).
Het trambedrijf A/S Odense elektriske Sporvei opende op 9 september 1911 de hoofdlijn tussen Fruens Bøge en het Centraal Station. Op 6 oktober werd deze lijn verlengd van het Centraal Station naar Bülowsvej.
De havenlijn tussen Flakhaven en de haven werd op 3 juli 1913 in gebruik genomen. In hetzelfde jaar werd deze nieuwe route van Flakhaven naar de hoek van Østre Stationsvej / Nørregade ingekort.
In 1919 verkocht het Zweedse bedrijf Allmänna Svenska Elektriska Aktiebolaget (ASEA) zijn aandeel in het bedrijf A/S Odense elektriske Sporvei aan de stad Odense.
Op 10 november 1923 werd de hoofdlijn verlengd tot Hunderup Skov. De eerste opheffing van een route vond plaats op 21 maart 1926, toen de zijlijn tussen de haven en de hoek van Buchwaldsgade / Skibhusvej werd gesloten. Ter vervanging werd op 30 mei 1926 de Skibhus-lijn naar Bøgebjergvej in gebruik genomen. In 1928 werd de hoofdlijn verlegd en reed vervolgens ten zuiden van het stadhuis langs.

## Vervanging door trolleybus
Slechts 13 jaar na de opening werd de Skibhus-lijn op 3 juli 1939 opgeheven en op 8 augustus 1939 vervangen door een trolleybuslijn. Op 30 juni 1952 werd de nog overgebleven hoofdlijn opgeheven. De trolleybuslijn tussen het Centraal Station en Hunderup Skov werd verlengd om de tramlijn te vervangen. De trolleybus werd op zijn beurt op 16 november 1959 opgeheven.

## Nieuw trambedrijf
In 2015 werd besloten om de tram opnieuw in te voeren als lightrail, de Odense Letbane. De ingebruikname vond plaats op 28 mei 2022.

## Trammaterieel
- Motorwagens 1-11; gebouwd door ASEA in 1911
- Motorwagens 12-14; gebouwd door ASEA in 1911[1]
- Motorwagen 15; gebouwd door HAWA / SSW in 1923
- Motorwagens 16-17; gebouwd door Scandia / SSW in 1924
- Open bijwagens 51-58; gebouwd door ASEA in 1911[2]
- Open bijwagens 59-61; gebouwd door ASEA in 1913, herbouwd in 1919-1920[3]
- Bijwagens 30-33; gebouwd door ASEA in 1913
- Bijwagens 34-35; gebouwd door SSB in 1922-1923; gebouwd voor Magdeburg
- Bijwagens 36-37; gebouwd door Familleureux in 1927

Bijwagens 38-39; gebouwd door OES in 1935
Na opheffing van het trambedrijf zijn als museumtrams bewaard gebleven in het Trammuseum Skjoldenæsholm: motorwagen 12 en de open bijwagens 51 en 59.